# Фредерикс, Лев Александрович
Барон Лев Александрович Фредерикс (18 января 1839 — 23 сентября 1914) — генерал от инфантерии из рода Фредериксов, в 1876-99 гг. военный агент России во Франции.

## Биография
Потомственный военный, землевладелец Карсунского уезда. Родился в семье генерал-лейтенанта барона Александра Александровича Фредерикса (1798—1859) и жены его Дарьи Алексеевны (1817—1911), дочери генерал-лейтенанта А. И. Бартоломея.

Вместе с братом Александром окончил Пажеский корпус. 26 июня 1856 году поступил на службу прапорщиком в лейб-гвардии Преображенский полк. По воспоминаниям современника : 
17-летний барон Фредерикс, только что произведенный из пажей в офицеры, был маленького роста, белокурый, красивый, с открытым, благородным лицом и изящными манерами, этот, не скажу молодой человек, а просто милый ребенок, казался, по наружности, слишком юным для офицерских эполет, с вследствие того на улицах народ, принимая его не за простого офицера, снимал перед ним шапки.

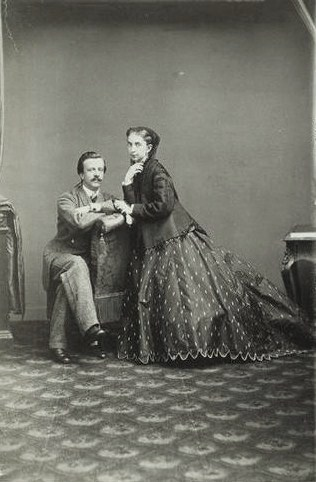
Супруги Фредерикс (1866)

В 1861 году окончил по 1-му разряду Императорскую Николаевскую военную академию Генерального штаба. Участник польской кампании 1863 года.
С 13.05.1865 по 12.10.1876 адъютант военного министра. С 12.10.1876 по 29.7.1899 военный агент в Париже. Во время войны с турками критиковал откровенность русских офицеров перед корреспондентами иностранных газет. В 1877 г. принял участие в основании Общества взаимного вспоможения и благотворительности русских художников в Париже.
С 29 июля 1899 года почетный опекун Санкт-Петербургского присутствия Опекунского Совета учреждений Императрицы Марии. Умер 23.9.1914. Исключен из списков умершим 18.12.1914.

## Семья
Лев Фредерикс был женат на Варваре Андреевне Араповой (1843—1903), сестре И. А. и Н. А. Араповых, в браке имели сына Александра (1863) и дочь Елизавету (1869—после 1916), с 1898 года фрейлина двора. Портрет сестёр Араповых кисти И. К. Макарова хранится в Пензенской областной картинной галерее.

## Награды
| Воинские звания             | Воинские звания       | Воинские звания | Воинские звания |
| Дата                        | Звание                | Примечание      |                 |
| --------------------------- | --------------------- | --------------- | --------------- |
| 26.08.1856 (ст. 28.08.1856) | Прапорщик             |                 |                 |
| 17.04.1862 (ст.)            | Подпоручик            |                 |                 |
| 12.05.1863 (ст.)            | Поручик               |                 |                 |
| 27.03.1866 (ст.)            | Штабс-капитан         |                 |                 |
| 28.04.1870 (ст.)            | Капитан               |                 |                 |
| 30.08.1874 (ст.)            | Полковник             |                 |                 |
| 30.08.1884 (ст.)            | Генерал-майор         | за отличие      |                 |
| 30.08.1894 (ст.)            | Генерал-лейтенант     | за отличие      |                 |
| 1896                        | Генерал-адъютант      |                 |                 |
| 06.12.1904 (ст.)            | Генерал от инфантерии | за отличие      |                 |

- орден Святого Станислава 3-й степени (1863);
- орден Святой Анны 3-й степени (1866);
- орден Святого Станислава 2-й степени с императорской короной (1872);
- орден Святого Владимира 4-й степени (1876);
- орден Святой Анны 2-й степени (1882);
- орден Святого Владимира 3-й степени (1887);
- орден Святого Станислава 1-й степени (1890);
- орден Святой Анны 1-й степени (1896);
- орден Святого Владимира 2-й степени (1900);
- орден Белого Орла (26.08.1906);
- орден Святого Александра Невского (18.04.1910, бриллиантовые знаки - 06.04.1914).
- знак отличия беспорочной службы за 50 лет.

### Иностранные
- Прусский орден Красного Орла 3-й степени (1871)
- Французский орден Почетного Легиона командорского креста (1875)
- Французский орден Почетного Легиона великий офицер (1888)
- Болгарский орден Святого Александра 1-й степени (1896)
- Итальянский Орден Святых Маврикия и Лазаря 1-й степени (1900)
- Персидский орден Льва и Солнца 1-й степени (1900)
- Французский орден Почетного Легиона кавалер большого креста (1908)